# Alicja Ciskowska
Alicja Ciskowska (9 de diciembre de 1960) es un deportista polaca que compitió en tiro con arco, en la modalidad de arco recurvo.
Ganó una medalla de plata en el Campeonato Mundial de Tiro con Arco al Aire Libre de 1981 y dos medallas de bronce en el Campeonato Europeo de Tiro con Arco al Aire Libre de 1980.

## Palmarés internacional
| Campeonato Mundial al Aire Libre | Campeonato Mundial al Aire Libre | Campeonato Mundial al Aire Libre | Campeonato Mundial al Aire Libre |
| Año                              | Lugar                            | Medalla                          | Prueba                           |
| -------------------------------- | -------------------------------- | -------------------------------- | -------------------------------- |
| 1981                             | Punta Ala (Italia)               | Medalla de plata                 | Individual                       |
| Campeonato Europeo al Aire Libre |                                  |                                  |                                  |
| Año                              | Lugar                            | Medalla                          | Prueba                           |
| 1980                             | Compiègne (Francia)              | Medalla de bronce                | Individual                       |
| 1980                             | Compiègne (Francia)              | Medalla de bronce                | Equipo                           |